# Fertőszéplak
Fertőszéplak – wieś i gmina w północno-zachodniej części Węgier, w pobliżu miasta Sopron.
Miejscowość leży na obszarze Małej Niziny Węgierskiej, w pobliżu granicy austriackiej. Administracyjnie należy do powiatu Sopron-Fertőd, wchodzącego w skład komitatu Győr-Moson-Sopron.
Gmina Fertőszéplak liczy 1254 mieszkańców (2009) i zajmuje obszar 21,78 km².
We wsi znajduje się kościół rzymskokatolicki oraz kalwaria.